# David Concha
David Concha (Santander, 20 november 1996) is een Spaans voetballer die bij voorkeur als vleugelspeler speelt. Hij tekende in 2015 bij Real Sociedad.

## Clubcarrière
Concha werd geboren in Santander en sloot zich op tienjarige leeftijd aan bij Racing Santander. Op 10 december 2013 maakte hij zijn debuut voor het eerste elftal tegen UD Logroñés in de Segunda División B, het derde niveau in Spanje. Eén maand later scoorde de vleugelspeler zijn eerste doelpunt in de Copa del Rey tegen UD Almería. Op 24 augustus 2014 debuteerde hij in de Segunda División in de uitwedstrijd tegen Girona. Op 21 september 2014 maakte hij zijn eerste competitietreffer tegen CD Leganés. In 2015 verbond Concha zich voor vijf seizoenen aan Real Sociedad, dat één miljoen euro betaalde voor de vleugelspeler.

## Interlandcarrière
Concha debuteerde in 2014 voor Spanje –19, waarmee hij in 2015 het Europees kampioenschap voor spelers onder 19 jaar won. Op het eindtoernooi kwam hij enkel in actie in de groepsfase tegen Rusland –19.